# Laxman Savadi
Laxman Sangappa Savadi (tiếng Kannada: ಲಕ್ಷ್ಮಣ್ ಸವದಿ) là một thành viên của Nghị viện Ấn Độ đại diện của bang Karnataka và là chính trị gia thuộc đảng cánh hữu Đảng Bharatiya Janata (BJP) đồng thời là Bộ trưởng Bộ Hợp tác Ấn Độ (bộ trưởng phụ trách các vấn đề hợp tác) trong Chính phủ của Thủ tướng B. S. Yeddyurappa. Vào ngày 08 tháng 02 năm 2012, vị Bộ trưởng này đã phải từ chức vì sau khi bị cáo buộc xem những đoạn clip được cho là phim khiêu dâm trong một cuộc họp nghị viện. Cùng từ chức với ông là 2 Bộ trưởng C C Patil và J. Krishna Palemar.

## Vụ việc
Bộ trưởng Laxman Savadi đã xem những nội dung được cho là phim khiêu dâm bằng điện thoại di động trong khi các nhà lập pháp khác đang tranh luận sôi nổi, ông cùng với hai bộ trưởng khác truyền tay nhau điện thoại di động để xem phim sex. Truyền hình quay được hành động của ba bộ trưởng này. Không lâu sau khi truyền hình chiếu cảnh quay, các cư dân ở Bangalore, thủ phủ bang Karnataka, đã giận dữ tổ chức biểu tình bên ngoài tư dinh của ông, yêu cầu ông cùng 2 bộ trưởng từ chức.
Đảng Bharatiya Janata cánh hữu cầm quyền tại bang này đã yêu cầu ông từ chức sau khi các cư dân tại thành phố Bangalore, thủ phủ bang Karnataka, rầm rộ xuống đường phản đối trước nhà của vị bộ trưởng này. Thủ hiến bang Karnataka đã chấp thuận đơn từ chức. Ông Savadi phủ nhận việc ông xem phim khiêu dâm và khẳng định những gì ông xem là thông tin chuẩn bị cho cuộc thảo luận trong phiên họp song ông cho biết ông từ chức để khỏi gây phiền toái cho đảng của mình.
Nirmala Sitharaman phát ngôn viên của đảng BJP ở New Delhi - cho biết rằng "Đó là một hành động vô liêm sỉ. Ba bộ trưởng đã nộp đơn xin từ chức. Chúng tôi sẽ thành lập một ủy ban điều tra về vụ việc". Tuy nhiên ông phát biểu rằng: "Chúng tôi từ chức để không gây phiền toái cho đảng".